# Gus-Hrustalnyj
Gus-Hrustalni (ruski:Гусь-Хрустальный) je ruski grad u Vladimirskoj oblasti u Rusiji. Nalazi se na obalama rijeke Gusa, pritoke rijeke Oke, 63 km južno od Vladimira. 
Broj stanovnika:
1926.:  17.900
1939.:  40.000 
1970.:  65.000
2002.:  67.121
Ime grada se može prevesti kao "kristalna guska", jer grad je poznat kao jedno od najstarijih središta industrije stakla u Rusiji i jer se nalazi na rijeci Gus (što je na ruskome: guska).
Postoje razlozi za vjerovati da ime ovog grada nije izvedeno od guske izravno, nego zato što slavenski izraz "guska" (u nekim slavenskim jezicima) označava veliku (višelitarsku) bocu.
Gus-Hrustalny je osnovan sredinom 18. stoljeća skupa s izgradnjom tvornice kristala. Dan mu je status grada 1931.